# Jack Micheline
Jack Micheline urodził się jako Harold Martin Silver (ur. 6 listopada 1929  – zm. 27 lutego 1998) – amerykański  malarz i poeta z San Francisco Bay Area. Jeden z oryginalnych poetów Beat Generation, był innowacyjnym artystą, który działał w awangardzie poetyckiej z San Francisco (San Francisco Renaissance), w latach 50. i 60  XX w.
Jack Micheline urodził się na wschodnim Bronxie w stanie Nowy Jork. Miał pochodzenie rosyjsko-rumuńskie. Po kłótni z ojcem zmienił swoje imię na „Jack” na cześć pisarza Jacka Londona i nazwisko „Micheline”, wywodząc je z nazwiska panieńskiego matki, Helen Mitchell. Był wykształcony nieformalnie. Ściśle identyfikował się z tradycjami amerykańskich poetów włóczęgów, takich jak: Vachel Lindsay i Maxwell Bodenheim (1892–1954). W latach 50. XX w. przeniósł się do Greenwich Village, aby znaleźć ujście dla swojej twórczości. Jack Kerouac cenił twórczość Micheline. Jego książka River of Red Wine (Troubadour Press, 1957),   została zrecenzowana przez Dorothy Parker w magazynie Esquire (1958). Jack Micheline nie był związany z żadną grupą poetycką, ale często pojawiał się z pisarzami Beat Generation na czytaniach poezji. Zaczął malować, pracując głównie gwaszem, podczas podróży do Meksyku, sfinansowanej przez Franza Kline'a w 1960 r. Był dwukrotnie żonaty.